# Каубойски панталони
Каубойските панталони (на английски: chaps, чапс) не са панталони в общоприетия смисъл на думата. Те се изработват от кожа и се носят върху джинсите. Покриват само краката и се прикрепват с колан. Осигуряват защита на краката при яздене. Някои от тях се закопчават или завръзват отстрани, докато други са свободни. В България за същия тип облекло от два отделни кожени крачола в цяла дължина се е наложило „гамаши“ особено в мотоциклетните среди.

## Видове
- shotgun – съединяват се по цялата дължина на крака, подвид са Woolies, които се изработват от ангорска вълна
- batwing – затягат се от вътрешната страна на крака с каишки.
- chinks – дължината им е само до коляното
- half chaps – дължината им е само до коляното
- Armitas – най-старият вид